# Töresjön
Töresjön är en sjö i Svenljunga kommun i Västergötland och ingår i Ätrans huvudavrinningsområde. Sjön har en area på 0,0649 kvadratkilometer och ligger 178,6 meter över havet.

## Delavrinningsområde
Töresjön ingår i det delavrinningsområde (636170-132719) som SMHI kallar för Utloppet av Stora Hallången. Medelhöjden är 185 meter över havet och ytan är 16,55 kvadratkilometer. Det finns ett avrinningsområde uppströms, och räknas det in blir den ackumulerade arean 27,18 kvadratkilometer. Högvadsån som avvattnar avrinningsområdet har biflödesordning 2, vilket innebär att vattnet flödar genom totalt 2 vattendrag innan det når havet efter 71 kilometer. Avrinningsområdet består mestadels av skog (72 %). Avrinningsområdet har 1,69 kvadratkilometer vattenytor vilket ger det en sjöprocent på 10,2 %. Bebyggelsen i området täcker en yta av 0,68 kvadratkilometer eller 4 % av avrinningsområdet.